# Mirachelus corbis
Mirachelus corbis är en snäckart som först beskrevs av Dall 1889.  Mirachelus corbis ingår i släktet Mirachelus och familjen pärlemorsnäckor. Inga underarter finns listade i Catalogue of Life.